# Ryan Choi (schermidore)
Ryan Choi Chun-yin (Jyutping, 9 ottobre 1997) è uno schermidore hongkonghese, specializzato nel fioretto. Si è laureato campione mondiale al mondiale di Tbilisi 2025 facendo vincere il primo oro mondiale ad Hong Kong.

## Palmarès
- Mondiali

Milano 2023: bronzo nel fioretto a squadre.
Tbilisi 2025: oro nel fioretto individuale.
- Campionati asiatici

Bangkok 2018: argento nel fioretto a squadre.
- Universiadi

Chengdu 2023: oro nel fioretto a squadre, bronzo nel fioretto individuale.